# 科瑞·史彭根貝格
科瑞·史彭根貝格（英語：Cory Spangenberg，1991年3月16日—），為美國的棒球選手，曾效力於美國職棒聖地牙哥教士隊、密爾瓦基釀酒人隊及日本職棒埼玉西武獅隊，守備位置為內野手。

## 生平

### 美國職棒時期
2010年進入維吉尼亞軍校就讀，隔年隨即轉學至印第安河州立學院，並在2011年美國職棒大聯盟選秀上於第一輪第10順位被聖地牙哥教士隊選中，因而開啟職棒生涯。
2011年，在小聯盟出賽72場比賽，擊出87支安打、3支全壘打，打擊率0.316。
2012年，整季皆待在高階1A，98場出賽擊出104支安打及1支全壘打，打擊率0.271。該年被評為年度百大新秀第81位。
2014年，因為腦震盪缺席了兩個月的賽季，不過在回歸之後，於7月份獲選為德州聯盟單月最佳球員。並在9月1日升上大聯盟，9月2日面對亞利桑那響尾蛇隊就擊出生涯首轟，而這也是代打擊出的再見全壘打。該年他在大聯盟出賽了20場比賽，擊出18支安打、2支全壘打，打擊率0.290。
2015年，開季從大聯盟出發，更一度擔綱先發二壘手的位置。但在6月下旬因為膝蓋受傷進了傷兵名單，不過他仍在大聯盟出賽108場比賽，擊出82支安打、4支全壘打，打擊率0.271。
2016年，因為股四頭肌撕裂傷，導致該年只出賽了14場比賽，是生涯新低。
2017年，轉為三壘手，並出賽129場比賽，為生涯新高，擊出117支安打、13支全壘打，打擊率0.322。
2018年，出賽116場比賽，但只擊出70支安打及7支全壘打，打擊率0.235，11月20日被DFA，隔天遭到釋出。
2019年1月4日，和密爾瓦基釀酒人隊簽下合約，但在5月14日就遭到DFA，並下放到3A。直到8月24日釀酒人隊才動用合約選擇權，讓史彭根貝格升上大聯盟。

### 日本職棒時期
2019年12月6日，和埼玉西武獅隊簽下合約。而他的姓氏達9個字節，是日本職棒史上最多字節的球員。
2020年，出賽111場比賽，擊出109支安打、15支全壘打，打擊率0.268；季末獲得續約。
2021年，由外野手改為內野手。並在9月22日返回美國接受左膝手術，11月22日退團。

### 重返美國職棒
2022年3月25日，和聖路易紅雀隊簽下小聯盟合約，並在7月26日升上大聯盟，不過僅1場出賽且為代守。11月10日成為自由球員。

## 職棒生涯成績

### 美國職棒
| 年度 | 球隊           | 出賽 | 打數 | 安打 | 全壘打 | 打點 | 盜壘 | 三振 | 四死 | 壘打數 | 打擊率 | 上壘率 | 長打率 | OPS   |
| ---- | -------------- | ---- | ---- | ---- | ------ | ---- | ---- | ---- | ---- | ------ | ------ | ------ | ------ | ----- |
| 2014 | 聖地牙哥教士   | 20   | 62   | 18   | 2      | 9    | 4    | 14   | 2    | 28     | 0.290  | 0.313  | 0.452  | 0.764 |
| 2015 | 聖地牙哥教士   | 108  | 303  | 82   | 4      | 21   | 9    | 75   | 28   | 121    | 0.271  | 0.333  | 0.399  | 0.733 |
| 2016 | 聖地牙哥教士   | 14   | 48   | 11   | 1      | 8    | 1    | 13   | 4    | 17     | 0.229  | 0.302  | 0.354  | 0.656 |
| 2017 | 聖地牙哥教士   | 129  | 444  | 117  | 13     | 46   | 11   | 128  | 34   | 178    | 0.264  | 0.322  | 0.401  | 0.723 |
| 2018 | 聖地牙哥教士   | 116  | 298  | 70   | 7      | 25   | 6    | 108  | 25   | 108    | 0.235  | 0.298  | 0.362  | 0.661 |
| 2019 | 密爾瓦基釀酒人 | 32   | 95   | 22   | 2      | 10   | 3    | 36   | 6    | 34     | 0.232  | 0.277  | 0.358  | 0.635 |
| 2022 | 聖路易紅雀     | 1    | 0    | 0    | 0      | 0    | 0    | 0    | 0    | 0      | 0.000  | 0.000  | 0.000  | 0.000 |
| 合計 | 7年            | 420  | 1250 | 320  | 29     | 119  | 34   | 374  | 99   | 486    | 0.256  | 0.315  | 0.389  | 0.704 |

## 日本職棒
| 年度 | 球隊       | 出賽 | 打數 | 安打 | 全壘打 | 打點 | 盜壘 | 三振 | 四死 | 壘打數 | 打擊率 | 上壘率 | 長打率 | OPS   |
| ---- | ---------- | ---- | ---- | ---- | ------ | ---- | ---- | ---- | ---- | ------ | ------ | ------ | ------ | ----- |
| 2020 | 埼玉西武獅 | 111  | 407  | 109  | 15     | 57   | 12   | 150  | 32   | 196    | 0.268  | 0.326  | 0.482  | 0.807 |
| 2021 | 埼玉西武獅 | 61   | 181  | 42   | 7      | 27   | 15   | 64   | 27   | 76     | 0.232  | 0.340  | 0.420  | 0.760 |
| 合計 | 2年        | 172  | 588  | 151  | 22     | 84   | 15   | 214  | 59   | 272    | 0.257  | 0.330  | 0.463  | 0.793 |

## 外部連結
- 科瑞·史彭根貝格在美國職棒（英语）
- 科瑞·史彭根貝格在日本職棒（英语）
- 科瑞·史彭根貝格在Baseball-Reference.com（大聯盟）（英语）
- 科瑞·史彭根貝格在Baseball-Reference.com（小聯盟以及海外聯盟）（英语）
- 科瑞·史彭根貝格在ESPN（MLB）（英语）
- 科瑞·史彭根貝格在FanGraphs.com（英语）
- 科瑞·史彭根貝格在The Baseball Cube（英语）